# الخلايا تعمل!

الشعار

الخلايا تعمل! (はたらく細胞 Hataraku Saibō) هي سلسلة مانغا يابانيّة من تأليف ورسم أكاني شيميزو، المتسمة بطابعها الخاص حول كيفية عمل خلايا جسم الإنسان. تسلسلت المانغا في كودانشا لدى مجلة شونن سيريوس الشهرية منذُ مارس 2015. السلسلة كذلك تم ترخيصها في أمريكا الشمالية من طرف كودانشا و.م.أ. السلسلة حصلت على أنمي مُتلفز من إنتاج ديفيد برودكشن وبدأ عرضهُ في 7 يوليو  2018 ثمّ انتهى في 30 سبتمبر 2018.

## القصة
أحداث القصة تدور داخل جسم الإنسان، حيث تريليونات مُجسم خلايا يعملون للحفاظ على صحة الجسم. السلسلة تُركز إلى حد كبير على خليتين؛  خلية الدم الحمراء، AE3803، التي غالبا ما تضيع أثناء تسليم المواد، ثمّ خلية الدم البيضاء، U-1146، الذي يحارب ضد أي جرثوم يغزو الجسم.

## الشخصيات
الكريدمات / خلية الدم الحمراء (AE3803) (赤血球 Sekkekkyū)
أداء صوتي: كانا هانازاوا
خلية متعادلة (好中球 Kōchūkyū) / خلية الدم البيضاء (U-1146) (白血球 Hakkekkyū)
أداء صوتي: تومواكي ماينو
بلعم (マクロファージ Makurofāji)
أداء صوتي: كيكوكو إينوي
خلية تي قاتلة (キラーT細胞 Kirā Tī Saibō)
أداء صوتي: دايسكي أونو
صفيحة دموية (血小板 Kesshōban)
أداء صوتي: ماريا ناغاناوا
خلية تائية (ヘルパーT細胞 Herupā Tī Saibō)
أداء صوتي: تاكاهيرو ساكوراي
خلية تي التنظيمية (制御性T細胞 Seigyosei Tī Saibō)
أداء صوتي: ساوري هايامي
خلية تائية غير بالغة (ナイーブT細胞 Naību T saibō)
أداء صوتي: موتسومي تامورا
خلية تائية (エフェクターT細胞 Efekutā T saibō)
أداء صوتي: كينجي نومورا
خلية حمضية (好酸球 Kōsankyū)
أداء صوتي: ماو إيتشيميتشي
خلية متغصنة (樹状細胞 Jujō Saibō)
أداء صوتي: نوبوهيكو أوكاموتو
خلية بي ذاكرة (記憶細胞 Kioku Saibō)
أداء صوتي: يويتشي ناكامورا
خلية صارية (マスト細胞 Masuto Saibō)
أداء صوتي: أياكو كاواسومي
خلية دم حمراء سينباي (AA5100) (先輩赤血球 Senpai Sekkekkyū)
أداء صوتي: أيا إندو
مكورة رئوية (肺炎球菌 Haienkyūkin)
أداء صوتي: هيرويوكي يوشينو (مؤدي أصوات)
خلية بائية (B細胞 Bī Saibō)
أداء صوتي: Shōya Chiba
خلية دم بيضاء قاعدية (好塩基球 Kōenkikyū)
أداء صوتي: توموكازو سوغيتا
خلية فاتكة طبيعية (NK細胞 NK Saibō)
أداء صوتي: توا يوكيناري
الراوية (ナレーション Narēshon)
أداء صوتي: ماميكو نوتو

## الوسائط

### الأنمي
حصلت سلسلة المانغا على أنمي مُتلفز بدأ إنتاجه في يناير 2018. تولى كينيتشي سوزوكي الإخراج وتحريك استويوديفيد برودكشن وكتابة سوزوكي مع يوكو كاكيهارا، ثم قام تاكاهيكو يوشيدا بتصميم الشخصيات وكينيتشيرو سويهيرو اهتم بالتلحين. العرض الأولى للأنمي كان في 7 يوليو 2018 على قناة طوكيو إم إكس مع عدّة قنوات أُخرى. كما أنّ سلسلة الأنمي تضم 13 حلقة. أنيبليكس الأمريكية رخصت السلسلة في شمال أمريكا، من خلال كرانشي رول. أغنية البداية هي "Mission! Ken - Kō - Dai - Ichi" (ミッション！ 健・康・第・イチ مهام! الصحة أولاً) تم تأديتها من طرف؛ كانا هانازاوا، تومواكي ماينو، دايسوكي اينو وكيكوكو إينوي، بينما أن أغنية النهاية هي "CheerS" من تأليف ClariS.
| رقم الحلقة | العنوان                                                                              | تاريخ العرض الأصلي |
| ---------- | ------------------------------------------------------------------------------------ | ------------------ |
| 1          | "المكورة الرئوية" "Haienkyūkin" (肺炎球菌)                                           | 8 يوليو 2018       |
| 2          | "جرح كشطي" "Surikizu" (すり傷)                                                       | 15 يوليو 2018      |
| 3          | "إنفلوانزا" "Infuruenza" (インフルエンザ)                                            | 22 يوليو 2018      |
| 4          | "تسمّم غذائي" "Shokuchūdoku" (食中毒)                                                 | 29 يوليو 2018      |
| 5          | "حساسية طلع شجر الأرز" "Sugikafun Arerugī" (スギ花粉アレルギー)                      | 5 أغسطس 2018       |
| 6          | "الأرومات الحمراء والخلايا النخاعية" "Sekigakyū to Kotsuzuikyū" (赤芽球と骨髄球)     | 12 أغسطس 2018      |
| 7          | "خلايا سرطانية" "Gansaibō" (がん細胞)                                                | 19 أغسطس 2018      |
| 8          | "الدّورة الدّموية" "Ketsueki Junkan" (血液循環)                                        | 26 أغسطس 2018      |
| 9          | "خلية تُوتية" "Kyōsen Saibō" (胸腺細胞)                                               | 2 سبتمبر 2018      |
| 10         | "المُكورة العنقودية الذهبيّة" 'Ōshoku Budō" (黄色ブドウ球菌)                           | 9 سبتمبر 2018      |
| 11         | "فرط الحرارة" "Netchūshō" (熱中症)                                                   | 16 سبتمبر 2018     |
| 12         | "صدمة نقص حجم الدّم (الجزء I)" "Shukketsusei Shokku (Zenpen)" (出血性ショック（前編)) | 23 سبتمبر 2018     |
| 13         | "صدمة نقص حجم الدّم (الجزء II)" "Shukketsusei Shokku (Kōhen)" (出血性ショック（前編)) | 30 سبتمبر 2018     |

## استقبال

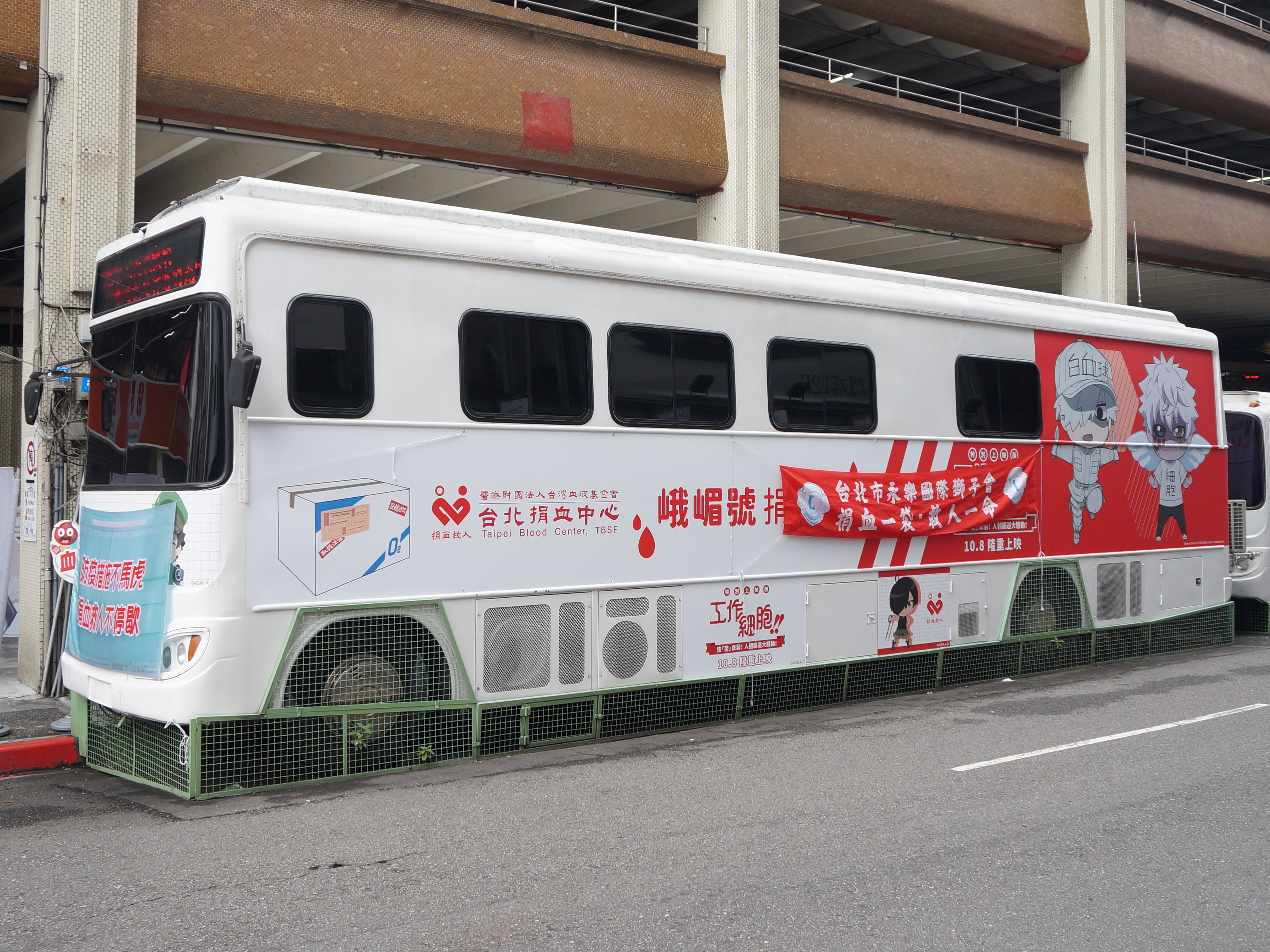
إعلان "الخلايا في العمل!" على حافلة إيمي للتبرع بالدم

قامت ريبيكا سيلفرمان من شبكة أخبار الأنمي بإلقاء الضوء على الجانب التعليمي من المانغا على الرغم من بعض العيوب في عرض المعلومات، وفي نهاية المطاف وجدت بأن المانغا مُسلية مع شخصيات محبوبة. سمّى شون غافني المانغا ب«مانغا شونين أكشن ممتعة جدا»، مدحها بالسخافة والفكاهة.
في 2016 كونو المانغا غا سوغوي!  دليل المدرجة للمانغا السابع، أفاد أنّ الذكور هم أكثر عددًا لقراء المانغا. يقول بول غرافيت أن المانغا جُمعت في قائمة «أفضل 22  رواية ومانغا كوميديا» في أكتوبر 2016. اعتبارا من يوليو 2017 حصلت المانغا على أكثر من 1.3 مليون نسخة مطبوعة. المانغا حصلت على أكثر من 1.5 مليون نسخة مطبوعة اعتبارا من يناير 2018.

## روابط خارجية
- الموقع الرسمي
 (باليابانية)
- الخلايا تعمل! على موقع ANN manga (الإنجليزية)
- الخلايا في العمل!  على IMDb